# ラディッツ
ラディッツは、鳥山明の漫画『ドラゴンボール』およびそれを原作とするアニメ『ドラゴンボールZ』『ドラゴンボールGT』『ドラゴンボール改』に登場する架空のキャラクター。

## キャラクター概要
宇宙最強の戦闘民族サイヤ人の戦士であり、孫悟空の実兄。一人称は「オレ」。実の甥である孫悟飯を人質に取って地球人100人を殺すよう要求したり、自身が窮地に陥ると命乞いや騙し討ちを試みるなど、冷酷にして卑劣な性格の持ち主。M字型の生え際と、膝あたりまで伸びている細かく尖った長髪が特徴。エイジ737年の惑星ベジータ消滅の際は、他の星を侵略していたため命拾いし、ベジータ、ナッパ、カカロット（孫悟空）とともに数少ないサイヤ人の生き残りとなった。
名前の由来はハツカダイコンの英語読みであるラディッシュ。

## ストーリーへの絡み
ベジータ、ナッパとともに高値で売れそうな惑星を攻めることになったが、苦戦が予想された。そこで悟空の存在を思い出し、地球へ赴く。地球に到着して、丸型ポッドから出た後、その場に駆け付けた農夫の戦闘力をスカウターで測定してその数値を嘲った後、ラディッツに恐怖した農夫が発砲した銃弾を素手で受け止めて、弾を指で弾いて胸部に命中させて殺害している。その後、スカウターに反応した場所に行き、ピッコロと接触、彼から気功波を受けるが、平然とする強さを見せ、返り討ちにしようとするが再度スカウター反応を見つけ、その場は見逃す。カメハウスにいた悟空を見つけ、悟空がサイヤ人であることを告げ、彼に仲間に加わるよう要求し、拒否した悟空を軽く打ち倒すと悟飯を人質に取り、「明日までに地球人100人の死体を用意しろ」と告げるが、「地球を次の標的にすれば同じこと」としてすぐに取り下げ、「いい返事を期待しているぞ」「明日を楽しみにしているぞ」と言い放ち悟飯を捕えたまま到着地点に立ち去る。
その後、悟空、ピッコロという呉越同舟の状態で組まれた当時の地球最強コンビと戦うことになるが、ラディッツは悟空とピッコロの2人がかりでも全く相手にならないほどの圧倒的な強さを見せつけた。
ピッコロが新たに習得した技・魔貫光殺砲を紙一重で避け、反撃に転じようとするが、その瞬間にサイヤ人の弱点である尻尾を悟空に掴まれて力を失う。しかし、悟空の兄という立場を利用して言葉巧みな命乞いで悟空を騙して尻尾から手を離させると、悟空を殴り飛ばして痛めつける。そのとき、父の危機に激しい怒りを見せた悟飯が、怒りに任せて強烈な頭突きをラディッツに喰らわせた。これにより、ラディッツは大ダメージを受けて戦闘力が大幅に低下、悟飯を殺そうとしたところで悟空に羽交い絞めにされる。再度命乞いを試みるが一度騙された悟空はもう信じず、ピッコロが再び発動した魔貫光殺砲によって、悟空もろとも腹部を貫かれた。その後、2人にベジータとナッパ（自分よりも遥かに強い2人のサイヤ人と表現していた）が1年後にやってくることを告白し、嘲り笑いながらもピッコロに止めを刺された。原作ではそれ以後は登場していない。死ぬ間際にドラゴンボールでベジータたちに生き返らせてもらえることを期待していたが、当のベジータからは「あんな役に立たん奴はもういらん」という理由で却下しており、それにナッパも同意したため、結果として見放されることになった。
その後はあの世で大暴れするも閻魔大王に取り押さえられ、地獄に送られたことが語られた。ナメック星編においては死の淵から蘇り、戦闘力を上げた悟飯を見て特性からサイヤ人と勘繰ったフリーザが「ラディッツの子か。面影がある」と名前を上げている。
アニメではナメック星編で地球にワープしたベジータの回想シーンに登場したり、人造人間編での悟飯とセルとの会話で悟飯の口からラディッツの名前が出ている。

## 戦闘力
息子・悟飯を助けるためとはいえ、本来フェアな勝負を好む悟空がライバルのピッコロと手を組んで2人がかりで奇襲を仕掛けるといった手段を選ばざるを得ず、さらには「今度ばかりはワクワクしない、恐ろしくてガタガタくる」と、強い相手との戦いを何よりも楽しむはずの悟空に弱音を吐かせるほどの圧倒的な実力差を誇っていた。
後に明かされた戦闘力は1500。『ドラゴンボールマンチョコ超』ラディッツのシール裏面の説明では「成人となり地球赴き悟空&ピッコロを圧倒した戦闘力は1600」。
『DRAGON BALL大全集7』では、最下級戦士の生まれで、強敵との戦闘経験が不足しているため、戦闘力はサイヤ人としては最低レベルと解説されている。『最強ジャンプ2018年1月号』付録冊子のQ&Aで鳥山明は「サイヤ人は生まれてすぐに測定された戦闘力数値が基準より高ければ上級戦士と見なされ、すぐに戦闘員候補として育てられるが、ラディッツは上級戦士だったため正規の戦闘員としてナッパのいるグループに配属され子供の頃から闘っている」と答えている。ナッパとベジータはそれぞれ4000、18000とラディッツを遥かに凌いでおり、生き残ったサイヤ人4人の中では、弱点である尻尾を唯一鍛えておらず、ラディッツの戦死を聞いたベジータから「情けないヤツ」と評され、ナッパからは「よわむしラディッツのバカ」と評された。

## 各作品でのラディッツ
惑星ベジータの消滅については、原作・アニメ共に悟空に対して「俺たちの父も母も巨大隕石の衝突によって死亡した」と語っている。アニメでは『Z』第104話におけるベジータの回想シーンの中でわずかに登場し、惑星ベジータがフリーザに破壊されたという噂に驚いている。
自分の父・バーダックが主人公のTVスペシャル『ドラゴンボールZ たったひとりの最終決戦〜フリーザに挑んだZ戦士 孫悟空の父〜』においても、登場せず名前も呼ばれていない。アニメオリジナルの話では過去の悪役が再登場しているが、彼は出ていない。
劇場版第15作目『ドラゴンボールZ 復活のフュージョン!!悟空とベジータ』のメインビジュアルでは地獄からよみがえる悪役たちの中に紛れている。
『ドラゴンボールGT』では、二人の17号の共鳴反応により、あの世とこの世が接合したことで地獄からよみがえり、悟空が見ていたテレビに人造人間19号やかつての悪人たちと飛んでいる姿が映っていた（第42話）。その後、地獄に送り返されている（閻魔宮にて行列に並んでいる）。
『ドラゴンボール超』第76話では、クリリンの記憶が生み出した過去の強敵たちの幻影の一人として、悟空とクリリンの前に立ちはだかった。
『銀河パトロール ジャコ』のオマケ漫画『DRAGON BALL－ 放たれた運命の子』では幼い頃の姿が登場。戦闘員としてベジータと組んでいる。王子のベジータとは「キミ」と対等の口調で話している。父親であるバーダックはラディッツがベジータ王子と組まされたと聞いて渋い顔で「やっかいなやつと組まされたな…」と彼を案じている様子を見せた。
劇場版第20作目『ドラゴンボール超 ブロリー』では、上記の『DRAGON BALL－』に準拠した設定で登場。ベジータと組み、ナッパたち数名のサイヤ人と星を攻めている最中に惑星ベジータの消滅を知る。下級戦士と判定され、家庭用の育児カプセルで育てられていたカカロットを「みっともない」と評し、彼がポッドで地球に送られたことを思い出してもそっけない態度を取っていた。悟空がブロリーとの戦いの中で過去を回想した際、悟空と共にピッコロの魔貫光殺砲に貫かれるシーンが描かれた。

## ゲームでのラディッツ
ゲームでの初登場はファミリーコンピュータ用RPGソフト『ドラゴンボール3 悟空伝』。マジュニアとの戦闘に勝利した後のエンディングで特定のタイミングでボタンを押すことによって対戦できる隠しキャラクターとなっている。『ドラゴンボールZ 強襲!サイヤ人』ではゲーム序盤のボスとして登場する。スーパーファミコン用ゲームソフト『ドラゴンボールZ 超サイヤ伝説』でも序盤のボスとして登場する。その後もピッコロの界王星での実戦修行の相手としてナッパと一緒に現れ戦うことになる。その際、界王が「こいつらを閻魔から借りるのは苦労した」と語っている。戦闘力は変わらず、ナッパは4000でラディッツは1500。
ゲームボーイ用ソフト『ドラゴンボールZ 悟空飛翔伝』ではラディッツの戦闘力は1200。
スーパーファミコン用ソフト『ドラゴンボールZ 超悟空伝 -覚醒編-』では2周目以降のスペシャルエンドに、「もし悟空がラディッツの尻尾を握ったままだったら」というifストーリーが存在する。原作で言及されたようにラディッツは自ら尻尾を切り離し悟空から逃れ、悟空は魔貫光殺砲の誤射により死亡、ピッコロが意図的に悟空を殺したと勘違いした悟飯の頭突きによりピッコロも敗北し、それを見たラディッツは悟飯の高い潜在能力に目を付け、サイヤ人として育て上げることを決意する。数年後、ラディッツに育てられた悟飯が笑いながら都を焼き払うというバッドエンディングとなる。
格闘ゲームでの初登場はPlayStation 2専用ソフト『ドラゴンボールZ』。ラディッツに魔貫光殺砲を命中させるミニゲームが存在する。
PlayStation 2およびWiiの『ドラゴンボールZ Sparking!NEO』では悟空の界王星での修業における最終テストの相手として登場。未だに弟である悟空を見下していたが、結局倒される。また、「運命の兄弟編」と題した、ラディッツを主人公としたifストーリーも収録されている。ピッコロとの戦いで記憶を失ったラディッツが悟空らと仲良くなる内容で、成長した悟空の姿を見て「お、親父!」「ば、バーダック…?」などと驚いている。とくに悟飯と親しくなり、記憶を取り戻して悟空たちの敵に回ったあとも悟飯にだけは本音を曝け出している。なお、記憶を失う原因は不良品の栽培マンを掴まされて自爆を食らったため。以降のシリーズでは栽培マンに嘗めた目で見られている。ナッパやベジータと闘わせると、その際に「いつまでも俺をナメていると後悔するぞ!」と言い放つ。
『ドラゴンボールZ Sparking!NEO』および『ドラゴンボールZ Sparking!METEOR』ではナッパ同様ゲームオリジナルの大猿となったラディッツが登場する。
『ドラゴンボールZ バーストリミット』では、ゲーム上悟空を援護した際や、仙豆を与えた際など悟空に好意的な発言をするが、悟空からは邪険に扱われる。
ニンテンドーDSソフト『ドラゴンボールZ 遥かなる悟空伝説』では、地獄から抜け出し、蛇姫のもとにいたり、占いババの宮殿にて悟飯と再戦するストーリーが展開され、悟飯から「お前が来なければ、お父さんが死ななかった」と怒りをぶつけられる場面もある。
ニンテンドーDSソフト『ドラゴンボール改 サイヤ人来襲』では、原作通り悟空と戦い、さらに死亡した後地獄に落ちたラディッツと2回再戦するイベントがある。1回目の戦闘力は1800、2回目は3000。地獄に落ちたラディッツはまったく反省しておらず、円生樹の実や元気の結晶を手に入れて、閻魔大王を超える力を身につけ地獄の王者になろうとしている。
『ドラゴンボール タッグバーサス』では、バーダックが主役のifストーリーに登場する。自分より先に地球に来襲したバーダックが孫（悟飯）可愛さに地球側についたことに怒り悟飯を誘拐しバーダックと戦うが、返り討ちにされる。
『ドラゴンボールフュージョンズ』ではラディッツとターレスがメタモリングを使ったEXフュージョンにより誕生した合体戦士「タッツ」が登場している。下級戦士同士の合体のため相性が良い。また、ラディッツとナッパのEXフュージョンにより誕生した合体戦士「ラッパ」も登場する。漫画『ドラゴンボールフュージョンズ the MANGA!!』ではラディッツとナッパのフュージョンにより誕生した合体戦士「ナッツ」が登場しており、ゲーム版にも登場している。ゲームではラディッツの技であるダブルサンデーを使用している。
『ドラゴンボール ゼノバース』では、歴史改変の影響により邪悪な気を宿し、より強力になった状態で登場。本来なら羽交い絞めにされた後、このまま魔貫光殺砲で倒されるはずだったが、悟空の羽交い絞めを振り解き脱出。悟飯の体当たりも避け、攻撃直後で無防備だったピッコロを気功波で倒している。後に主人公（プレイヤー）が現れたことで改変され、本来の展開になり倒された。また同ゲームではパラレルクエストというモードで「もし悟空がラディッツに協力していたら」というif展開があり、その際は「分かり合えると思っていたぞ弟よ！」と悟空を歓迎している。なお、この時の悟空は主人公たちを「地球を狙う悪党」と認識しておりクリリンから「悟空がおかしくなった」と困惑されている。このゲームでパンと戦わせるとラディッツは「奇妙な感覚」を覚え、パンからは不思議がられている。
『スーパードラゴンボールヒーローズ』では、超サイヤ人3のラディッツが登場した。なお、超サイヤ人状態は登場していない。
『ドラゴンボールZ カカロット』ではサイヤ人編の中ボスとして登場している他、回想シーンにてベジータとナッパとともに星を攻めた際に、ラディッツが足を引っ張って時間がかかったことをベジータたちから責められており、ベジータに「またしくじった時は覚悟しておくんだな」と宣告されていた。それを聞いて、ラディッツは「弟（カカロット）を仲間に加えればもっとうまくやれる」と言い、地球へ向かったという経緯が描かれている。また、ピッコロに会った際には「ナメック星人がなぜ地球にいるのか」と考えている描写も描かれている。

## ラディッツの主な技
原作では技に名前は付いていない。PlayStation 2ソフト『ドラゴンボールZ』以降のゲーム作品では、曜日を中心に日付に関する単語が入った技名が設定されていることが多い。ゲームによっては、原作での台詞を技名にしている場合もある。
エネルギー波 / サタデークラッシュ / プレゼントしてやる!
片手で放つ電撃のように迸る形状の気功波。悟空が上空から放ったかめはめ波を受け止めた後に、「今度は俺がプレゼントしてやる」の言葉の後に放ち、命中した悟空を墜落させた。
両手から衝撃波 / ダブル気功波 / ダブルエネルギー波 / ダブルサンデー / フルパワーエネルギー波 / 愚か者には死あるのみだ! / ウィークエンド
両手からそれぞれ1発ずつ気功波を放つ。上空で下から向かってくる悟空とピッコロを迎撃するために使用した。悟空は間一髪避けたが、ピッコロは左腕を失い、それぞれの流れ弾が山々を破壊した。
強力エネルギー波 / くたばれ!
片手で放つ渾身の気功波。ピッコロの魔貫光殺砲を避けたものの右肩に傷を負わされたことに怒り、ピッコロに向けて放とうとしたが、悟空に尻尾を掴まれて不発に終わった。
オレは一流の戦士だ!
相手の正面から突っ込んで、一瞬で背後を取って重い一撃を決める。悟空とピッコロとの戦い冒頭で、2人の背後を取り背中に同時に肘鉄を浴びせた。
後ろ!
両手を広げて大の字になって前に倒れ、空中で背後の敵に蹴りを浴びせる。悟空とピッコロの同時攻撃をしのぐ最中に、背後に回り込んだ2人を「後ろ!」の言葉と共に迎撃した。

## その他
ナメック星編の時期に行われた鳥山明の漫画全般を対象にしたキャラクター人気投票では第20位にランク入りしている。

## 家系図
| バーダック | バーダック | バーダック | バーダック | バーダック | バーダック |            |            | ギネ       | ギネ       | ギネ | ギネ | ギネ | ギネ |  |  | 孫悟飯 （育ての親）  | 孫悟飯 （育ての親）  | 孫悟飯 （育ての親）  | 孫悟飯 （育ての親）  | 孫悟飯 （育ての親）  | 孫悟飯 （育ての親）  |  |  | 牛魔王 | 牛魔王 | 牛魔王 | 牛魔王 | 牛魔王 | 牛魔王 |  |  | ミスター・サタン | ミスター・サタン | ミスター・サタン | ミスター・サタン | ミスター・サタン | ミスター・サタン |          |          | ミゲル   | ミゲル   | ミゲル | ミゲル | ミゲル | ミゲル |  |  |  |  |
| バーダック | バーダック | バーダック | バーダック | バーダック | バーダック |            |            | ギネ       | ギネ       | ギネ | ギネ | ギネ | ギネ |  |  | 孫悟飯 （育ての親）  | 孫悟飯 （育ての親）  | 孫悟飯 （育ての親）  | 孫悟飯 （育ての親）  | 孫悟飯 （育ての親）  | 孫悟飯 （育ての親）  |  |  | 牛魔王 | 牛魔王 | 牛魔王 | 牛魔王 | 牛魔王 | 牛魔王 |  |  | ミスター・サタン | ミスター・サタン | ミスター・サタン | ミスター・サタン | ミスター・サタン | ミスター・サタン |          |          | ミゲル   | ミゲル   | ミゲル | ミゲル | ミゲル | ミゲル |  |  |  |  |
|            |            |            |            |            |            |            |            |            |            |      |      |      |      |  |  |                      |                      |                      |                      |                      |                      |  |  |        |        |        |        |        |        |  |  |                  |                  |                  |                  |                  |                  |          |          |          |          |        |        |        |        |  |  |  |  |
|            |            |            |            |            |            |            |            |            |            |      |      |      |      |  |  |                      |                      |                      |                      |                      |                      |  |  |        |        |        |        |        |        |  |  |                  |                  |                  |                  |                  |                  |          |          |          |          |        |        |        |        |  |  |  |  |
|            |            |            |            | ラディッツ | ラディッツ | ラディッツ | ラディッツ | ラディッツ | ラディッツ |      |      |      |      |  |  | 孫悟空（カカロット） | 孫悟空（カカロット） | 孫悟空（カカロット） | 孫悟空（カカロット） | 孫悟空（カカロット） | 孫悟空（カカロット） |  |  | チチ   | チチ   | チチ   | チチ   | チチ   | チチ   |  |  |                  |                  |                  |                  |                  |                  |          |          |          |          |        |        |        |        |  |  |  |  |
|            |            |            |            | ラディッツ | ラディッツ | ラディッツ | ラディッツ | ラディッツ | ラディッツ |      |      |      |      |  |  | 孫悟空（カカロット） | 孫悟空（カカロット） | 孫悟空（カカロット） | 孫悟空（カカロット） | 孫悟空（カカロット） | 孫悟空（カカロット） |  |  | チチ   | チチ   | チチ   | チチ   | チチ   | チチ   |  |  |                  |                  |                  |                  |                  |                  |          |          |          |          |        |        |        |        |  |  |  |  |
|            |            |            |            |            |            |            |            |            |            |      |      |      |      |  |  |                      |                      |                      |                      |                      |                      |  |  |        |        |        |        |        |        |  |  |                  |                  |                  |                  |                  |                  |          |          |          |          |        |        |        |        |  |  |  |  |
|            |            |            |            |            |            |            |            |            |            |      |      |      |      |  |  | 孫悟飯               | 孫悟飯               | 孫悟飯               | 孫悟飯               | 孫悟飯               | 孫悟飯               |  |  | 孫悟天 | 孫悟天 | 孫悟天 | 孫悟天 | 孫悟天 | 孫悟天 |  |  |                  |                  |                  |                  | ビーデル         | ビーデル         | ビーデル | ビーデル | ビーデル | ビーデル |        |        |        |        |  |  |  |  |
|            |            |            |            |            |            |            |            |            |            |      |      |      |      |  |  | 孫悟飯               | 孫悟飯               | 孫悟飯               | 孫悟飯               | 孫悟飯               | 孫悟飯               |  |  | 孫悟天 | 孫悟天 | 孫悟天 | 孫悟天 | 孫悟天 | 孫悟天 |  |  |                  |                  |                  |                  | ビーデル         | ビーデル         | ビーデル | ビーデル | ビーデル | ビーデル |        |        |        |        |  |  |  |  |
|            |            |            |            |            |            |            |            |            |            |      |      |      |      |  |  |                      |                      |                      |                      |                      |                      |  |  |        |        |        |        |        |        |  |  |                  |                  |                  |                  |                  |                  |          |          |          |          |        |        |        |        |  |  |  |  |
|            |            |            |            |            |            |            |            |            |            |      |      |      |      |  |  |                      |                      |                      |                      |                      |                      |  |  |        |        |        |        |        |        |  |  |                  |                  |                  |                  |                  |                  |          |          |          |          |        |        |        |        |  |  |  |  |
|            |            |            |            |            |            |            |            |            |            |      |      |      |      |  |  |                      |                      |                      |                      | パン                 |                      |  |  |        |        |        |        |        |        |  |  |                  |                  |                  |                  |                  |                  |          |          |          |          |        |        |        |        |  |  |  |  |
|            |            |            |            |            |            |            |            |            |            |      |      |      |      |  |  |                      |                      |                      |                      |                      |                      |  |  |        |        |        |        |        |        |  |  |                  |                  |                  |                  |                  |                  |          |          |          |          |        |        |        |        |  |  |  |  |
|            |            |            |            |            |            |            |            |            |            |      |      |      |      |  |  |                      |                      |                      |                      | 3代不明              |                      |  |  |        |        |        |        |        |        |  |  |                  |                  |                  |                  |                  |                  |          |          |          |          |        |        |        |        |  |  |  |  |
|            |            |            |            |            |            |            |            |            |            |      |      |      |      |  |  |                      |                      |                      |                      |                      |                      |  |  |        |        |        |        |        |        |  |  |                  |                  |                  |                  |                  |                  |          |          |          |          |        |        |        |        |  |  |  |  |
|            |            |            |            |            |            |            |            |            |            |      |      |      |      |  |  |                      |                      |                      |                      | 孫悟空Jr.            |                      |  |  |        |        |        |        |        |        |  |  |                  |                  |                  |                  |                  |                  |          |          |          |          |        |        |        |        |  |  |  |  |